# Перлз, Фредерик
Фредерик Саломон Перльс (нем. Friedrich Salomon Perls), также известен как Фриц Перлз; (8 июля 1893, Берлин — 14 марта 1970, Чикаго) — немецкий врач-психиатр, психотерапевт еврейского происхождения. Основоположник гештальт-терапии. Совместно с Лорой Перлз, Полом Гудманом и Ральфоме Хефферлином написал основополагающий труд «Гештальт-терапия, возбуждение и рост человеческой личности» (1951). В 1952 году вместе с «Семёркой» (кроме него, в «Семёрке»: Лора Перлз, Изидор Фром, Пол Гудман, Элиот Шапиро, Ричард Кицлер и Пол Вейс) учредил Нью-Йоркский Гештальт-институт.

## Биография
Родился в Берлине в 1893 году.
Во время Первой мировой войны воевал в составе немецкой армии, был ранен.
В 1913 году приступает к изучению медицины — без особого интереса, рассматривая её как путь в философию и физиологию — и (видимо, в 1916 году) обнаруживает для себя Фрейда и психоанализ. По его собственному признанию, сексуальная проблематика захватывает его.
В 1921 году наконец получает степень доктора медицины и начинает заниматься психиатрией с её «медикаментами, электрическими штуками, гипнозом и разговорами».
В 1922 году весьма увлечён новыми тенденциями в искусстве: дадаизм, немецкая школа дизайна Баухаус. Одновременно открывает для себя Фридлендера с его «Творческим безразличием». И говорит о нём, как о «гуру».
1925 год — начало 7-летнего курса психоанализа, сначала у Вильгельма Райха, затем у Карен Хорни. Называет этот период «бесполезной жизнью на кушетке»: Райх, по ощущениям Перлза, не может нащупать в нём ничего существенного, Перлз «чувствует себя тупым», а в Карен Хорни — влюбляется. Попытка подарить ей цветы приводит лишь к тому, что Хорни аналитически интерпретирует этот поступок. По всей видимости, Перлз обижен.
В 1926 году Перлз знакомится с Куртом Гольдштейном — неврологом и психиатром, занимавшимся тогда солдатами с ранениями головного мозга, сторонником целостного, холистического, подхода к организму (организм-как-целое), и становится его ассистентом во Франкфуртском университете. Как «верный фрейдистам», он спорит с Гольдштейном, но будет вынужден вернуться к холизму через 10 лет — уже в Южной Африке. Холистический подход становится одним из краеугольных камней будущей гештальт-терапии: на нём базируется представление о взаимоотношении организм — окружающая среда. Постулируется, что человек и его окружение — единая система, и психотерапия невозможна без анализа контакта между ними.
1927 год — Перлз продолжает свой анализ и получает супервизию у психоаналитиков во Франкфурте, Вене и Берлине (Клара Гаппель, Елена Дейч, Пауль Шильдер, Отто Фенихель).
В 1930 году женится на Лоре Познер, с которой познакомился во Франкфуртском университете. Лора, доктор психологии, занимается гештальтпсихологией и знакомит Перлза со всеми последними разработками в этой области. Через неё же он получает доступ к экзистенциализму, в частности к философии Мартина Бубера (отношения Я-Ты и Я-оно) и к теологии Пауля Тиллиха (мужество существования). Кроме того, Лора участвует в семинарах Эльзы Гиндлер по экспрессивному движению. Перлз возвращается к проблеме соотношения соматического и психического, и находит, что «взаимоотношения <его> тела и <его> разума всё ещё путаны». В гештальт-терапии осознавание через движение и действие станет обычной практикой.
В 1933 году, после прихода к власти Гитлера, Фриц Перлз, Лора Перлз и их старшая дочь Рената уезжают в Голландию, а год спустя перебираются в Южную Африку. Перлз едет туда, формально оставаясь ортодоксальным психоаналитиком: «Я еду проповедовать фрейдовское евангелие в Южную Африку», — и основывает там институт психоанализа. В 1936 году он отправляется в Мариенбад на психоаналитический конгресс со своей первой статьёй «Оральное сопротивление». Работа подвергнута критике, где основным возражением является тезис, что сопротивление может быть только анальным. Впоследствии Перлз станет рассматривать отсутствие орального сопротивления, как один из факторов, облегчающих патологическую интроекцию.
В 1942 году Фриц пошёл в южноафриканскую армию, где он служил в качестве психиатра в звании капитана до 1946 года.
В 1946 году Перлз переехал в Нью-Йорк.
В 1951 году в соавторстве с Ральфом Хефферлином и Полом Гудмэном публикует книгу «Гештальт-терапия: возбуждение и рост человеческой личности», в которой он впервые формулирует начала своего собственного терапевтического подхода. Вскоре после этого был организован Нью-Йоркский институт гештальт-терапии, центр которого находился в квартире Перлза.
В 1954 году был также создан Кливлендский институт гештальт-терапии, а к концу 50-х годов группы гештальт-терапии были организованы по всей стране.
В 1960 году Перлз переехал на западное побережье Соединённых Штатов, некоторое время жил и работал в Лос-Анджелесе.
Перлз рассказывает в своей автобиграфии, что в этот период он заинтересовался учением дзэн и ездил в японский монастырь дзэн, где два месяца изучал дзэн под руководством мастера дзэн. Перлз отмечал: «Дзэн привлекает меня как возможность религии без бога». В то же время негативной стороной обучения дзэн для Перлза была обязанность «взывать и кланяться перед статуей Будды». В ходе обучения мастер задал Перлзу коан «Какого цвета ветер?». «Он (мастер), кажется, был удовлетворён, когда вместо ответа я дунул ему в лицо», — сообщает Перлз.
В 1964 году он вошёл в штат знаменитого Института Эсален в Биг Сюр, штат Калифорния. Перлз стал лидером в движении за раскрытие потенциала человека.
В 1969 году Перлз перебрался в Британскую Колумбию, где на острове Ванкувер основал гештальт-общину. В том же году он опубликовал две наиболее известные ныне работы — «Гештальт-терапия в дословном изложении» (Gestalt Therapy Verbatim), а также «Внутри и вне помойного ведра» (In and Out of the Garbage Pail).
Фриц Перлз умер в возрасте 76 лет 14 марта 1970 года после непродолжительной болезни (осложнения после ранее проведенной операции на сердце).. Незадолго до смерти он работал над двумя книгами — «Гештальт-подход» и «Свидетель терапии». Эти работы были изданы посмертно, в 1973 году.
Первая книга Фрица Перлза, полностью опубликованная в 1983 по-русски была «Внутри и вне помойного ведра» (Автобиография мастера).
В 1990 опубликована «Практика гештальт-терапии» (написана в соавторстве с Ральфом Хефферлином и Полом Гудмэном).